# 溥州
溥州，中国古代的州。
五代后晋开运三年（946年）马楚置，南汉同。治所在全义（今广西壮族自治区兴安县）。辖境即相当今临桂、灵川、兴安等县区分带。北宋乾德元年（963年），废为全义县。